# Parc naturel régional des Caps et Marais d'Opale
Le parc naturel régional des Caps et Marais d'Opale se situe dans le département français du Pas-de-Calais, en région Hauts-de-France, entre les villes de Calais, Saint-Omer, Boulogne-sur-Mer et Étaples. Il constitue l'un des cinq parcs naturels régionaux (PNR) de cette région. 
Le président fondateur du parc est Dominique Dupilet. L'actuelle présidente, élue le 16 septembre 2021 pour six ans, est Sophie Warot-Lemaire, conseillère départementale du canton de Saint-Omer et adjointe au maire d’Éperlecques.

## Historique
Le 11 février 1986, par arrêté du président du Conseil régional suivi, le 12 février 1986, de l’arrêté d’agrément de la première charte par le ministre de l’Environnement, est créé le « parc naturel régional du Nord-Pas-de-Calais » réparti en trois entités : le Boulonnais, l’Audomarois et la plaine de Scarpe et de l’Escaut, rejoint en 1998 par l’Avesnois.
Le parc naturel régional des Caps et Marais d'Opale voit le jour en mars 2000 du regroupement des parcs du Boulonnais et de l'Audomarois et rassemblant 152 communes du Pas-de-Calais,. Le syndicat mixte qui gère le parc associe, fin 2013, 154 communes adhérentes (151 communes du Pas-de-Calais, trois communes du département du Nord appartenant au marais audomarois et en partie les territoires des communes d'Arques et de Blendecques) et cinq communes associées, dix intercommunalités, de deux organismes consulaires (Chambre d'Agriculture et Chambre des Métiers et de l'Artisanat), les départements du Pas-de-Calais et du Nord et la région Hauts-de-France.

## Géographie

### Localisation

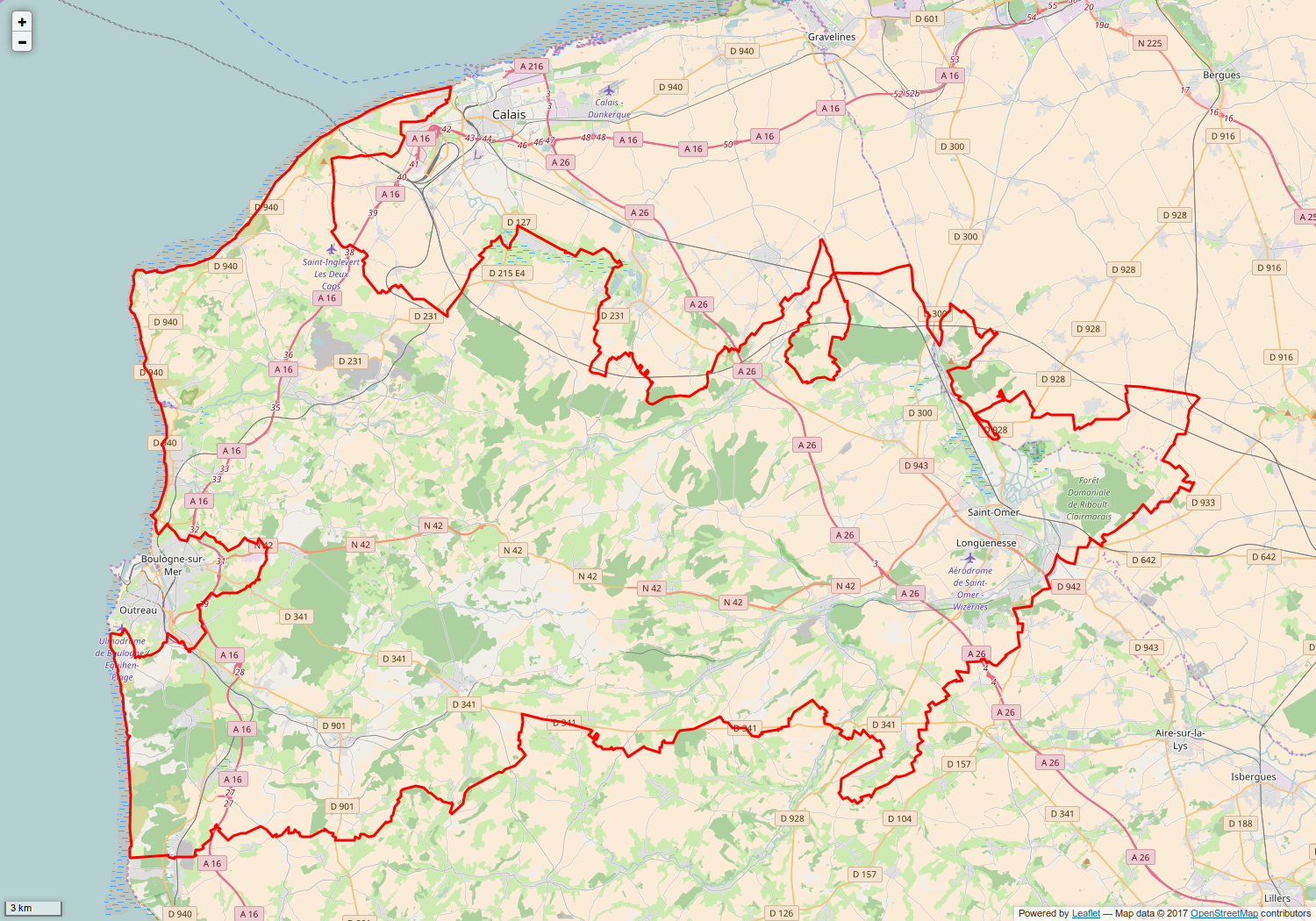
Périmètre du PNR fin 2015.

Le parc naturel est situé en bordure d'une des mers les plus fréquentées du globe et dans une région densément peuplée. Il est à cheval entre la plaine de Flandre et les collines de l'Artois. La boutonnière du Boulonnais fait partie du parc.
Seules les cinq communes les plus urbaines (Boulogne-sur-Mer, Saint-Martin-Boulogne, Outreau, Le Portel et Saint-Léonard) de la communauté d'agglomération du Boulonnais ne font pas partie du parc, leur surface agricole n'étant pas suffisamment importante. Il en est de même pour les communes urbaines de l'agglomération de Calais (la limite nord du parc se situant au niveau de Sangatte). En revanche, les communes urbaines de l'agglomération de Saint-Omer font partie du périmètre actuel, étant donné la part importante de la surface agricole sur leurs territoires, liée au marais audomarois.
L'habitat est dispersé en nombreuses petites communes, qui regroupent souvent des hameaux. Par ailleurs, il existe également un habitat dispersé : le territoire fait face à un étalement urbain en raison du prix des terrains d'une part, et aux compromis liés aux contraintes dans les trajets domicile-travail des habitants d'autre part. Plusieurs communes constituent des pôles secondaires importants, comme Marquise, Samer, Desvres, Lumbres et Guînes.

### Transports et accès
Le parc est traversé à l'ouest par l'autoroute A 16 qui relie Boulogne-sur-Mer et Calais à Amiens, Paris et Rouen au sud, et à Dunkerque au nord. Il est par ailleurs coupé horizontalement par la nationale 42 qui relie Boulogne-sur-Mer à Saint-Omer.
Quelques voies de chemin de fer traversent le territoire. Les gares de Boulogne, de Calais et de Saint-Omer sont desservies par des TGV à destination des grandes villes.

### Topographie et géologie

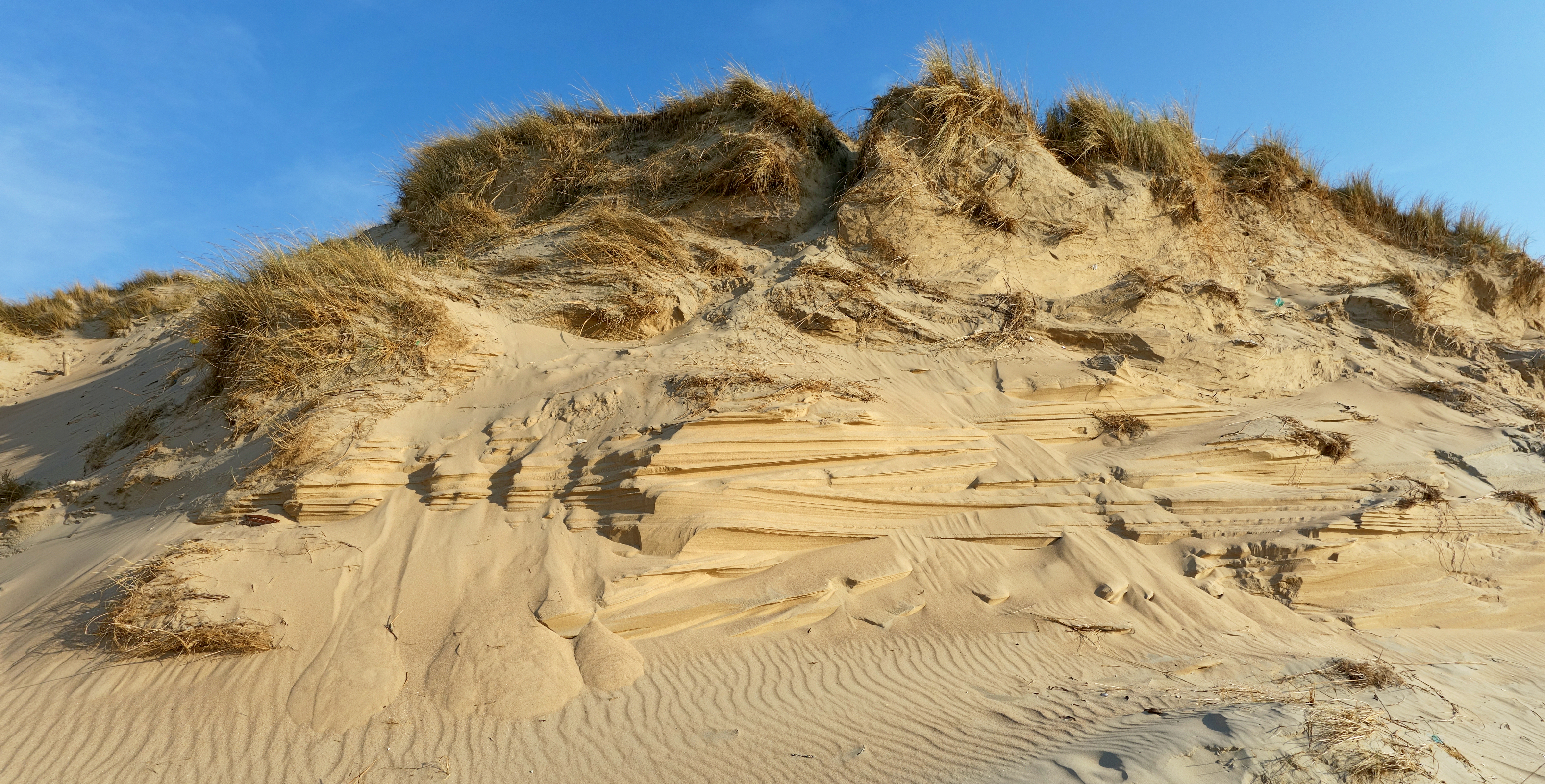
Affleurements argileux dans les dunes de la Slack près d'Ambleteuse.

Le littoral se compose d'un cordon dunaire dans sa partie sud, et de falaises au nord. La partie Ouest du territoire est marquée par la boutonnière du Boulonnais. Le fond de la boutonnière est légèrement vallonné, et les bords de la boutonnière sont marqués par d'importants coteaux calcaires. Au-delà de ces cuestas à l'est, le paysage est plus plat. La topographie devient très plane au niveau des marais.
La géologie est complexe, du fait de la boutonnière et de la façade littorale. On extrait du marbre des carrières du Boulonnais. L'ensemble des sols sont plutôt argileux, à l'exception du cordon dunaire sableux.
Le risque sismique est faible sur l'ensemble du territoire (zone 2 sur 5 du zonage mis en place en mai 2011).

### Hydrographie
Les principaux fleuves sont la Liane à l'ouest et l'Aa au nord-est. Différentes zones humides sont présentes, à l'arrière du littoral (Condette, Bazinghen…) ou en limite des plaines de Flandre (marais de Guînes, marais audomarois). La gestion de l'eau se traduit à travers deux schémas d'aménagement et de gestion des eaux (SAGE) : le SAGE du Boulonnais à l'ouest, et le SAGE de l'Audomarois à l'est.

### Paysages

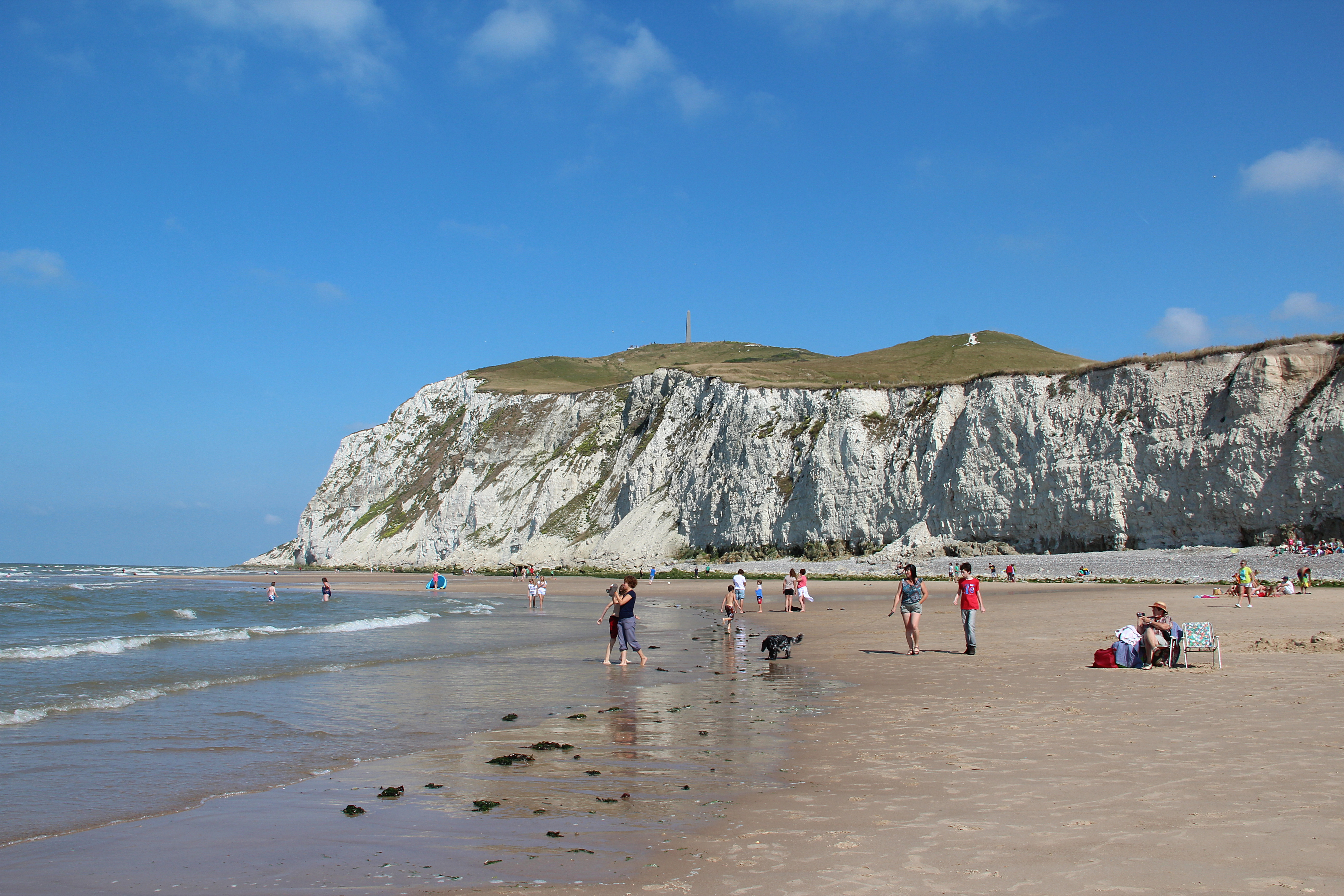
Le cap Blanc-Nez, grand site des Deux Caps, Grand site de France.

On peut distinguer trois grandes entités paysagères : le littoral à l'ouest, le cœur rural au centre (bocager dans la boutonnière et ouvert à l'est), et les marais au nord-est.
Les principaux paysages naturels à l'intérieur du parc sont :
- La côte d'Opale ;
- les caps Blanc-Nez et Gris-Nez, classés au niveau national sous le nom de grand site des Deux Caps ;
- la vallée du Wimereux ;
- les monts de Boulogne ;
- les dunes d'Écault à Saint-Étienne-au-Mont ;
- le lac des miroirs et le marais de Condette ;
- la haute vallée de la Course ;
- le bocage de la boutonnière du Boulonnais ;
- la vallée du Bléquin ;
- le val d'Acquin ;
- la boutonnière du pays de Licques ;
- la vallée de l'Aa ;
- le marais audomarois ;
- les landes du pays d'Helfaut.

## Administration

### Syndicat mixte

Logo du parc.

Le parc est administré par un syndicat mixte. Le président fondateur du parc est Dominique Dupilet. Daniel Percheron lui succède de 2004 à 2012 puis Hervé Poher jusqu'en 2015. Dominique Rembotte, conseillère régionale, est ensuite présidente jusqu'aux élections régionales françaises de 2015. Après 6 mois de présidence par intérim par M. Claude Prud’homme, conseiller général, c'est Philippe Leleu, maire de Wirwignes, qui est élu président le 19 mai 2016. En 2021, Sophie Warot-Lemaire, conseillère départementale et adjointe au maire d’Éperlecques, est élue, pour six ans, présidente du Parc.
Le label de PNR est attribué pour 12 ans. Le parc a renouvelé sa charte de 2008 à 2013, afin d'obtenir la prolongation du label. Le ministère chargé de l'écologie s'est basé sur un diagnostic préalable à l’élaboration de la charte entamé en octobre 2008 et terminé en septembre 2009. L'avant-projet de charte est approuvé en janvier 2012. L'enquête publique s'est déroulée du 10 avril au 9 mai 2012. L’actuelle charte du parc naturel régional des Caps et Marais d’Opale est entrée en vigueur en 2012 et prendra fin en 2027. Les 154 communes du parc sont classées en parc naturel régional, pour une durée de douze ans à la suite de la publication du décret en date du 3 mai 2024.
L'équipe technique, composée de plus de 60 agents, est répartie dans deux maisons de parc (à Saint-Martin-lez-Tatinghem et Le Wast). La maison du Romelaëre, gérée pendant 20 ans par le syndicat mixte du parc, est aujourd'hui intégrée à Eden 62 (structure départementale de protection et de gestion des milieux naturels). L'équipe du parc intervient selon les orientations de la charte du Parc dans des domaines variés : éducation à l'environnement, urbanisme et aménagement, protection et gestion des milieux naturels, aide à l'agriculture et à la valorisation des produits par la marque parc…

### Périmètre
Le périmètre du parc a été établi en mars 2000 par regroupement des parcs du Boulonnais et de l'Audomarois.
Trois pays se partagent le territoire : le pays du Boulonnais à l'ouest, le pays du Calaisis au nord, et le  pays de Saint-Omer à l'est.
Le périmètre a légèrement évolué à l'issue de la révision de la charte, ainsi que le nombre de communes.
Fin 2015, le nombre de communes adhérentes passe de 154 à 153 à la suite de la fusion de deux communes (création de Saint-Martin-lez-Tatinghem), sans modification du périmètre.
En 2023, la commune de Muncq-Nieurlet est devenue à son tour signataire de la charte, ce qui porte à 154 le nombre de communes du parc naturel régional des Caps et Marais d’Opale auxquelles s'ajoutent quatre communes associées.

### Charte et documents liés
Les schémas de cohérence territoriale (SCOT) sont au nombre de quatre, puisque le pays du Boulonnais est divisé entre le SCOT du Boulonnais au sud et le SCOT de la communauté de communes de la terre des 2 Caps au nord. Le SCOT du Pays de Saint-Omer était approuvé en 2008, celui de la terre des 2 Caps en 2010, ceux du Boulonnais et du Calaisis en 2013.

## Démographie
| 1982    | 1990    | 1999    | 2007    | 2010    |
| ------- | ------- | ------- | ------- | ------- |
| 171 475 | 179 287 | 186 525 | 192 022 | 195 657 |

## Économie

### Données générales
Le territoire du parc est sous l'influence de plusieurs pôles économiques principaux : ceux de Lille, Calais, Boulogne-sur-Mer et Saint-Omer. Parmi ces communes, seule Saint-Omer est directement incluse dans le territoire ; c'est d'ailleurs la commune la plus peuplée du parc, avec 14 661 habitants en 2021. Longuenesse (10568 habitants) et Arques (9 655 habitants), 2e et 3e communes, font partie de ce pôle urbain. Étant donné l'absence des communes urbaines des agglomérations boulonnaises et calaisiennes, 60 % des emplois du parc sont dans la zone d'emploi de Saint-Omer.
Il existe également des pôles secondaires qui assurent un certain nombre de services au sein du territoire : Guînes, Desvres, Marquise, Lumbres et Samer.

### Agriculture

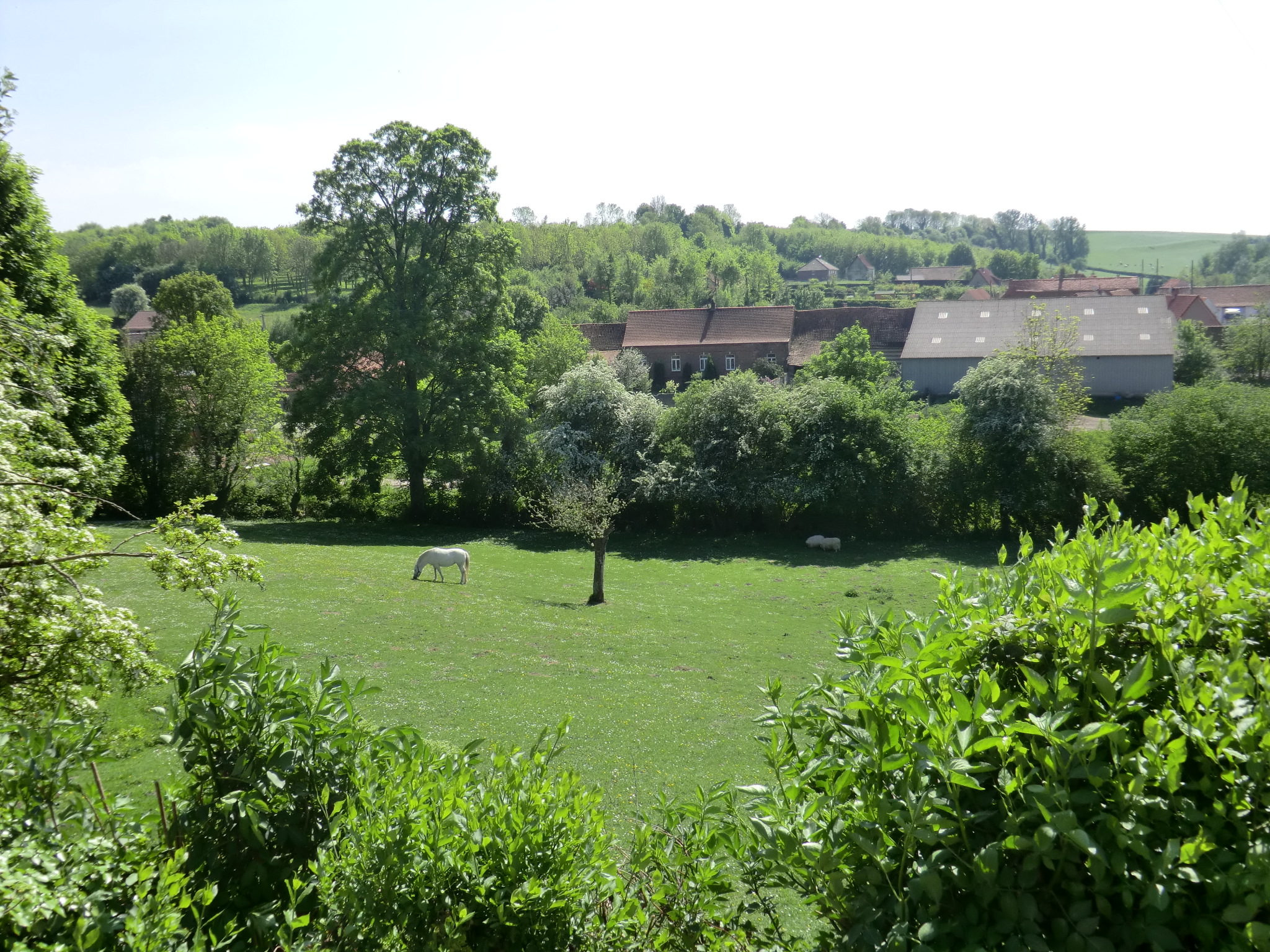
Vue sur une parcelle en herbe pâturée par un cheval, Remilly-Wirquin, mai 2011.

L'agriculture est une composante importante du parc. Elle est plutôt intensive et de plein champ à l'est, et d'élevage extensif dans la partie bocagère (vaches laitières, moutons boulonnais...). Par ailleurs, le marais audomarois est le premier marais maraîcher de France, qui produit notamment des choux-fleurs (mais également endives, carottes, salades et autres légumes).

### Zones industrielles
Le parc intègre une activité industrielle, à Arques (entreprise Arc Holdings) mais aussi au sein de différents pôles secondaires. Par ailleurs, l'exploitation des carrières de Marquise (marbres du Boulonnais) est importante, et fait l'objet d'un plan paysager sur plusieurs dizaines d'années. Ainsi, les déblais sont disposés de façon à recréer un paysage compatible avec les paysages locaux, et sont plantés avec des essences adaptées.

### Tourisme
De nombreux chemins de randonnées maillent le territoire. Des estaminets-randonnées sont associés à certains chemins et proposent une gastronomie locale.

## Labellisation UNESCO
En 2013, le parc obtient, pour le marais audomarois, le label « réserve mondiale de biosphère » attribué par l'UNESCO.
Depuis 2021, le parc travaille sur le projet de labellisation d'un géoparc Transmanche, en association avec le territoire du « Kent Downs National Landscape (en) » qui s'étend de Douvres à Westerham en bordure du Grand Londres en Angleterre, pour une surface totale du projet de près de 2 200 km2. Le dépôt de candidature, auprès de l'UNESCO, se fera en octobre 2025 avec une labellisation possible à partir de 2027. Si le projet est accepté, il sera le premier géoparc transfrontalier de l'UNESCO,.

## Patrimoine

### Patrimoine naturel

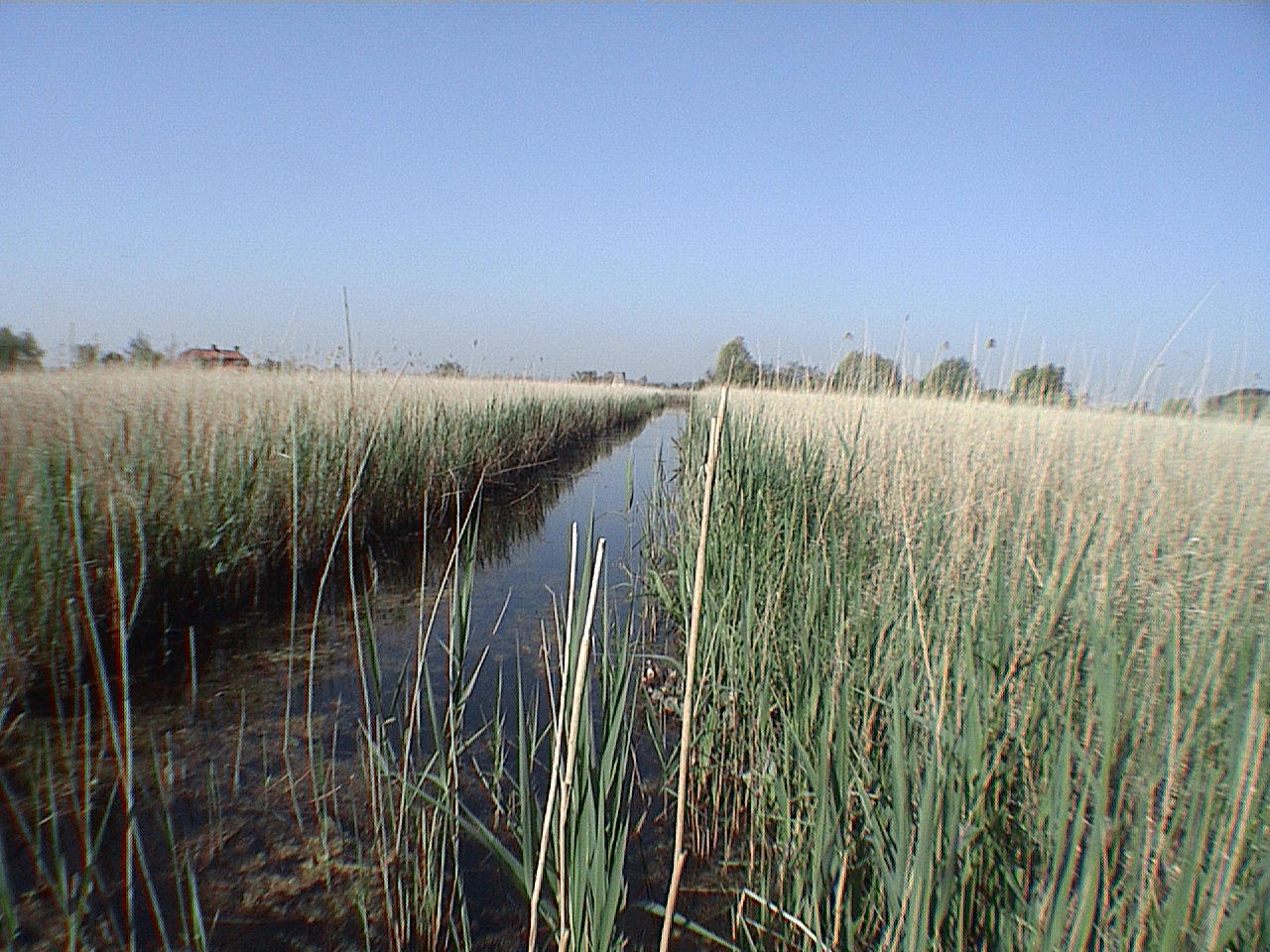
Marais audomarois, réserve de biosphère ; vue du Romelaëre, watergang et roselière.

Le parc possède un patrimoine naturel d'une grande diversité : milieux littoraux (dunes, falaises et estuaires), marais et zones humides (dont le marais audomarois, classé zone humide d'importance internationale au titre de la convention de Ramsar), forêts, bocages, pelouses calcicoles et landes. Il existe plusieurs zones classées réseau Natura 2000, ainsi que des réserves classées à différents niveaux. Ces milieux sont des éléments importants de la trame verte régionale 
Outre le bocage, le PNR cherche à protéger et valoriser les mares en montrant leurs intérêt pour la lutte contre les incendies ("réserve incendie"), en complément de l'abreuvement du bétail et des animaux sauvages, des usages d'agrément, de la lutte contre les inondations et sécheresses...) ainsi que pour la biodiversité. Le PNR abrite aussi de nombreuses espèces patrimoniales, parfois menacées, comme de nombreux chiroptères.

### Patrimoine culturel
Différentes manifestations contribuent à la conservation du patrimoine culturel, coemme les « patoisades ».
Avec la  communauté d'agglomération de Saint-Omer et les habitants le PNR collecte des informations sur les outils anciens, de vêtements typiques, de cartes postales, films anciens, photos et autres plaques de verre.

#### Bases de données, dictionnaires et encyclopédies
- Ressources relatives à la géographie :   - Common Database on Designated Areas
  - Inventaire national du patrimoine naturel (espaces protégés)
  - World Database on Protected Areas
- Notices d'autorité :   - VIAF
  - IdRef

#### Autres liens externes
- Site officiel
- Le parc naturel régional des Caps et Marais d'Opale sur le site de l'Inventaire national du patrimoine naturel (INPN), [lire en ligne]
- Le parc naturel régional des Caps et Marais d'Opale en vert sur le site Géoportail, [lire en ligne]
- La charte du parc naturel régional des Caps et Marais d'Opale 2013-2028, [lire en ligne]